# Морнагія
Морнагія (араб. المرناقية) — місто в Тунісі. Входить до складу вілаєту Мануба. Станом на 2004 рік тут проживало 13 382 особи.